# إرنست وايس (كاتب)
إرنست وايس (بالألمانية: Ernst Weiß) هو كاتب وكاتب طبي نمساوي، ولد في 28 أغسطس 1882 في برنو في التشيك، وتوفي في 15 يونيو 1940 في باريس في فرنسا بسبب استنزاف.

## وصلات خارجية
- إرنست فايس على موقع أوليمبيديا (الإنجليزية)
- إرنست فايس على موقع IMDb (الإنجليزية)
- إرنست فايس على موقع ديسكوغز (الإنجليزية)